# Макроглоссия
Макроглоссия (лат. macroglossia; др.-греч. μακρός «большой» и γλῶσσα «язык»; син. мегалоглоссия) — аномально большой язык. Увеличение тканей языка может захватывать равномерно весь орган (диффузное увеличение) или частично — кончик языка, спинку, боковые поверхности. Язык не помещается во рту, выступает наружу, на нём определяются отпечатки зубов. Речь затруднена. Впоследствии развивается деформация зубочелюстной системы.
Макроглоссия может быть врожденным дефектом развития, как, например, в случае недостаточной функции щитовидной железы (гипотиреоза); она также может развиваться в результате опухоли, инфильтрации языка амилоидом или возникать вследствие нарушения проходимости лимфатических сосудов. Макроглоссия встречается у новорожденных, реже у детей более старшего возраста.

## Виды заболевания
- Макроглоссия амилоидная (лат. m. amyloidea) — обусловлена отложением в языке амилоида; характеризуется наличием узлов и узелков беловато-розового цвета, геморрагических пузырей, трещин и язв.
- Макроглоссия бластомикотическая (лат. m. blastomycotica) — возникает при бластомикозе, характеризующаяся образованием в толще слизистой оболочки языка одиночных или множественных узлов, после распада которых возникают язвы и папилломатозные разрастания.
- Макроглоссия лимфангиоматозная (лат. m. lymphangiomatosa) — обусловлена развитием лимфангиомы в толще языка.
- Макроглоссия сифилитическая (лат. m. syphilitica) — обусловлена гуммозным или интерстициальным сифилитическим глосситом.
- Макроглоссия туберкулёзная (лат. m. tuberculosa) — медленно развивающаяся, обусловленная образованием туберкулезного узла в толще языка; не сопровождается болями или другими острыми воспалительными явлениями.

## Лечение
Лечение только хирургическое: удаляется образование, которое сдавливало кровеносные и лимфатические сосуды и способствовало отеку языка.